# Acronicta semivirga
Acronicta semivirga là một loài bướm đêm trong họ Noctuidae.